# Малатанг
Малатанг (중국어 китайська :麻辣燙, страва, яка походить із Лешаня, Сичуань, і є гарячим і гострим супом. Він характеризується гострим смаком, як сичуаньська їжа. Для його виготовлення використовується китайська спеція мала (麻辣), яка має приємний смак. Інгредієнти для малатангу включають бок-чой, плоску скляну локшину, кукурудзяну локшину, локшину малатанг, паростки квасолі, сушений тофу та смажений тофу по-тайванськи.

## Види

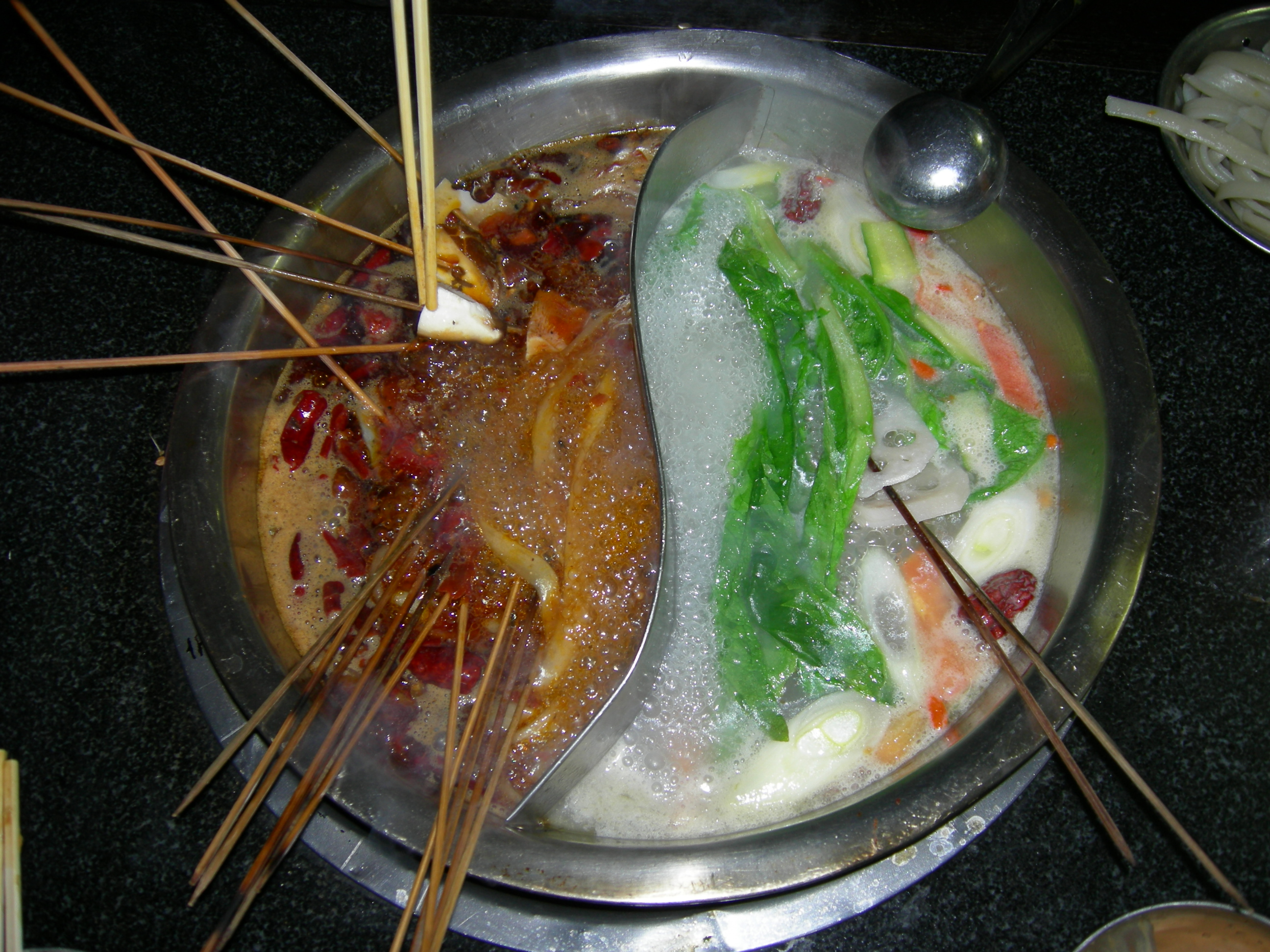
Маратанг у горщику навпіл (місто Сіань)

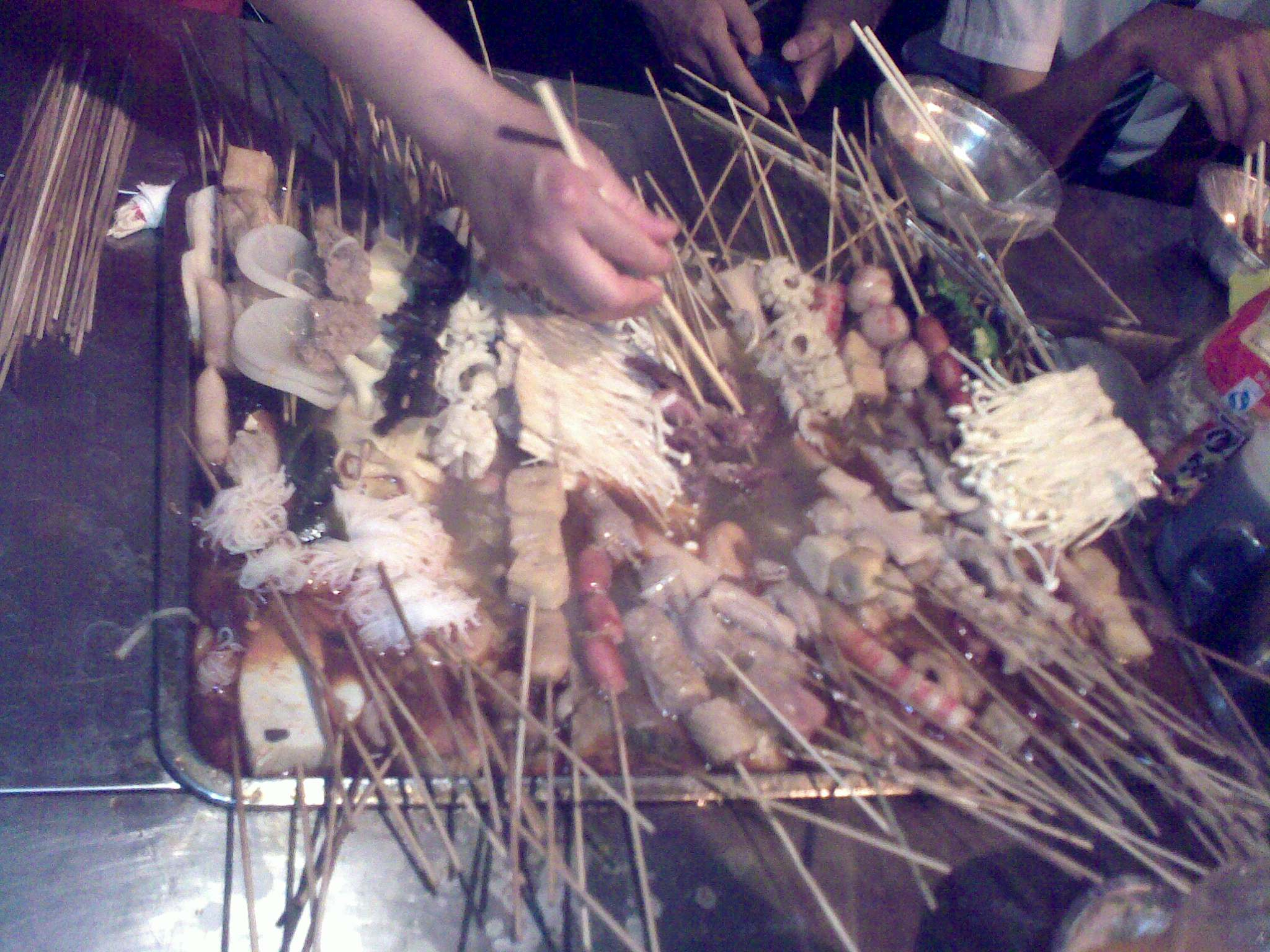
Маратанг на шпажках (Саньлітун, Пекін)

Є багато різних способів марафону. У Сичуані, де походить малатанг, у ресторанах їдять малатанг, схожий на гарячий горщик, а на вулицях шампури занурюють у готовий бульйон, наприклад шабу -шабу, а потім варять. Малатанг, який готують на шампурі, також називають малачуань (麻辣串, 븲) або чуаньчуаньсян (串串香). Ці два типи маратанга стали популярними в Пекіні через Циндао в 2000-х роках. На відміну від цього, є також малатанг, який відварюють і подають відразу після розрахунку ваги бажаних інгредієнтів.

## характеристика
Більшість ресторанів у Маратанге виставляють інгредієнти для супу у форматі шведського столу. Ресторани Maratang у Кореї також зазвичай використовують цей метод китайських ресторанів. Клієнти кладуть інгредієнти, які вони хочуть з'їсти, у миску, кладуть їх на прилавок, встановлюють ціну відповідно до ваги, а потім кладуть інгредієнти на кухню, варять їх і доводять суп до готовності.
Залежно від ресторану в малатанг додають арахіс або арахісову приправу, тому при алергії на арахіс потрібно бути обережним заздалегідь.

### мода в кореї
Малатанг не був добре відомий у Кореї, але в 2010-х роках, коли з'явилося більше ресторанів, що спеціалізуються на китайських та іноземних студентів, це ім'я стало відомим і корейцям. З 2017 року, коли гострий смак малатангу став популярним серед молоді, у головних районах міста було створено кілька ресторанів малатангу, а також оброблені харчові продукти, які підкреслюють смак мала, наприклад мала рамен, мала курка, мала ттеокбоккі, мала курячі ніжки, і тушковане рагу з мари. Це стало популярним настільки швидко, що їжа була запущена.

## суперечка щодо гігієни
Міністерство безпеки харчових продуктів і ліків Кореї провело гігієнічні перевірки в 63 ресторанах Maratang і Mara Xiangguo з 3 червня по 5 липня 2019 року. Зловили. Подібно до випадку поганого впливу на кухні Haidilao Hot Pot, погана гігієна Malatang також є проблемою в Китаї.